# Monument aux morts de Saint-Louis
Pour un article plus général, voir Saint-Louis (Haut-Rhin).
Les monuments aux morts de Saint-Louis (Haut-Rhin, Grand Est) sont constitués par trois édifices. Un est situé au centre-ville, un autre à Bourgfelden et un dernier à Neuweg.

## Descriptif

### Saint-Louis
- Le monument aux morts de Saint-Louis est une place ronde situé à proximité de l'église Saint-Louis. On y trouve une statue représentant une femme qui pleure et un enfant. Au centre de cette place, on aperçoit une tombe. Cela symbolise que l'homme est mort au combat. En haut de cette statue, on peut lire la phrase La ville de Saint-Louis a ses enfants morts au champ d'honneur.

- Lors des cérémonies, trois blocs verticaux sont posés derrière la statue, un bleu, un blanc et un rouge. Juste devant le bloc blanc et derrière la statue, une croix de Lorraine dorée est apposée. Le drapeau français est hissé.

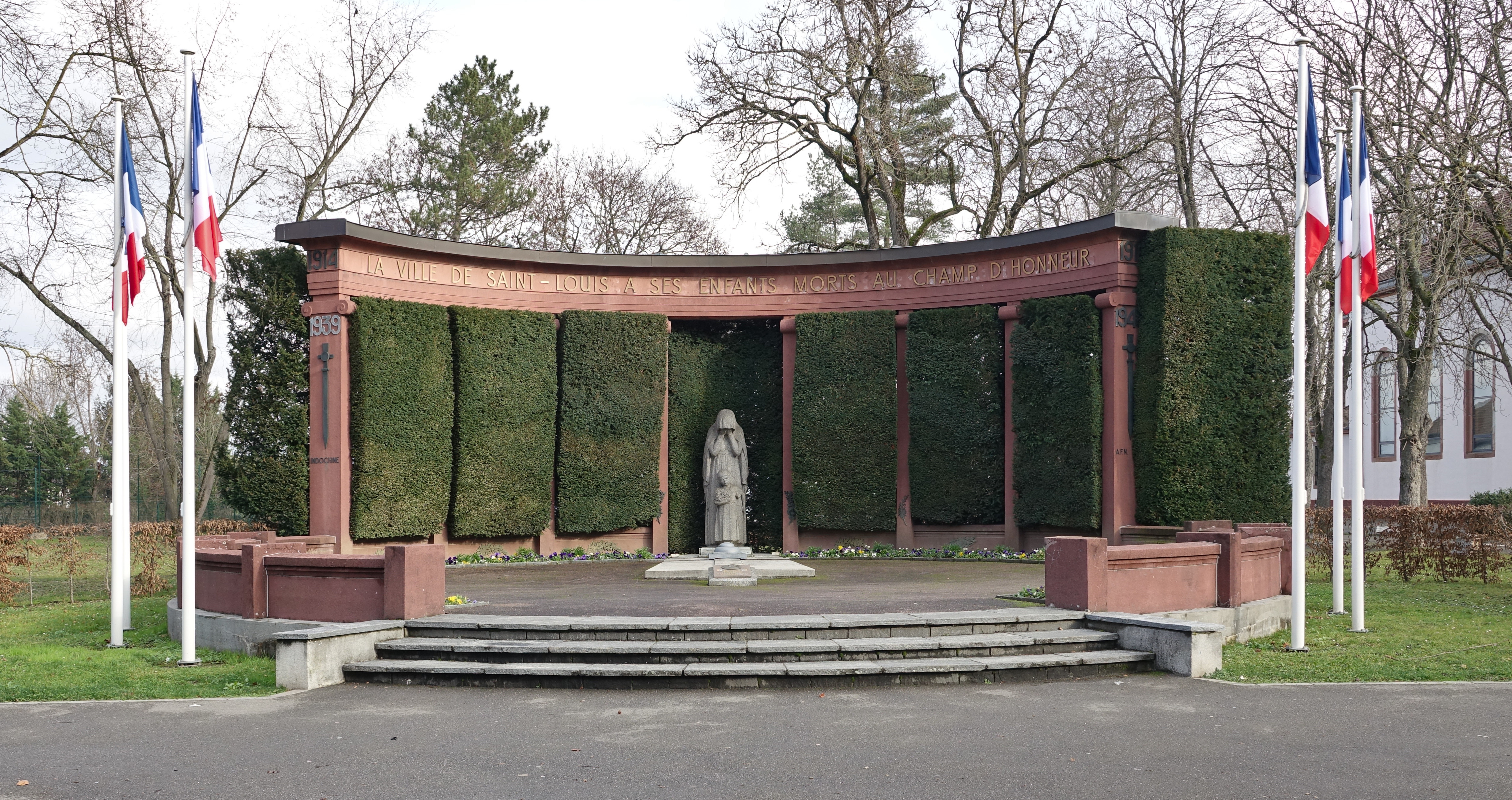
Vue générale.
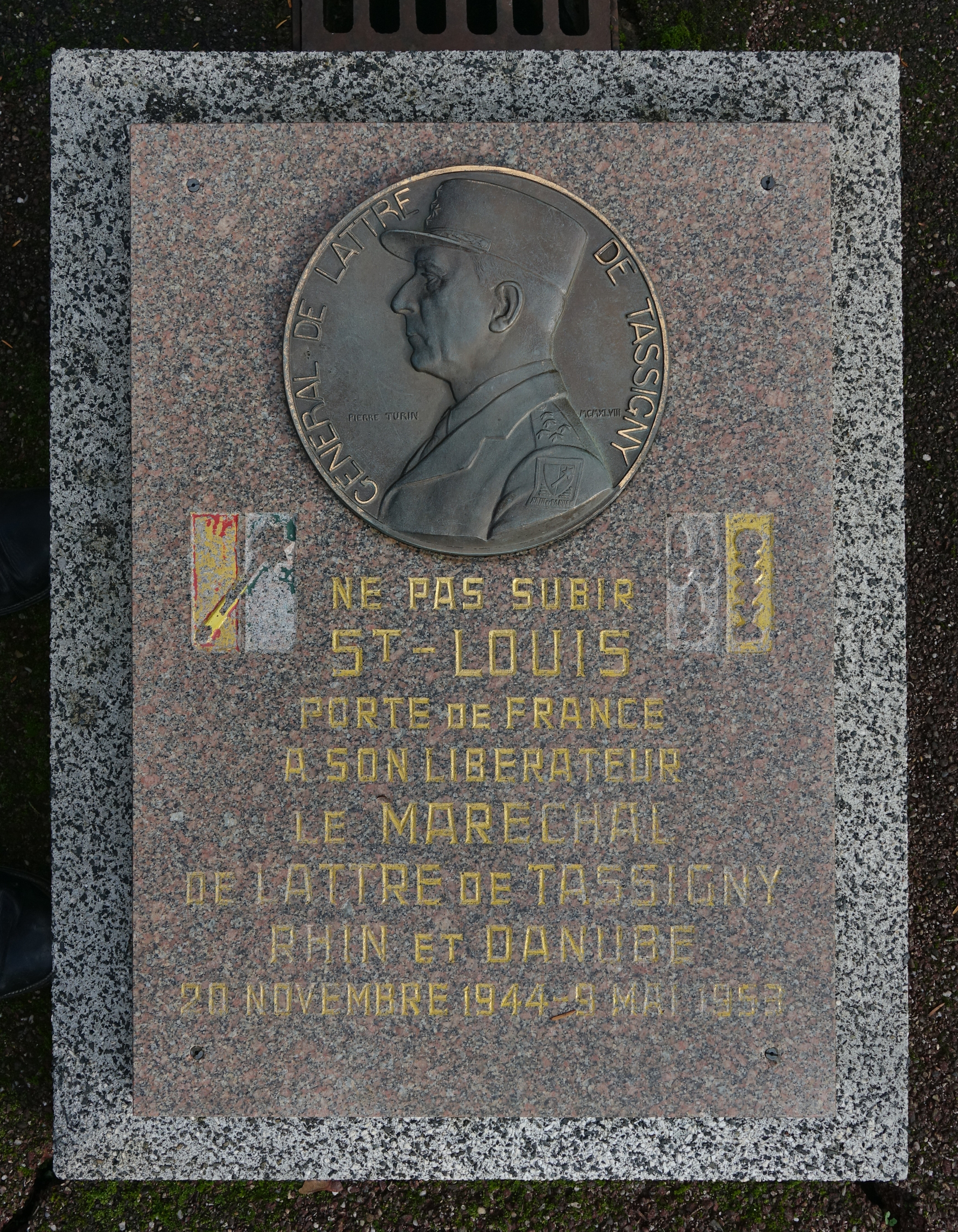
Plaque commémorative.
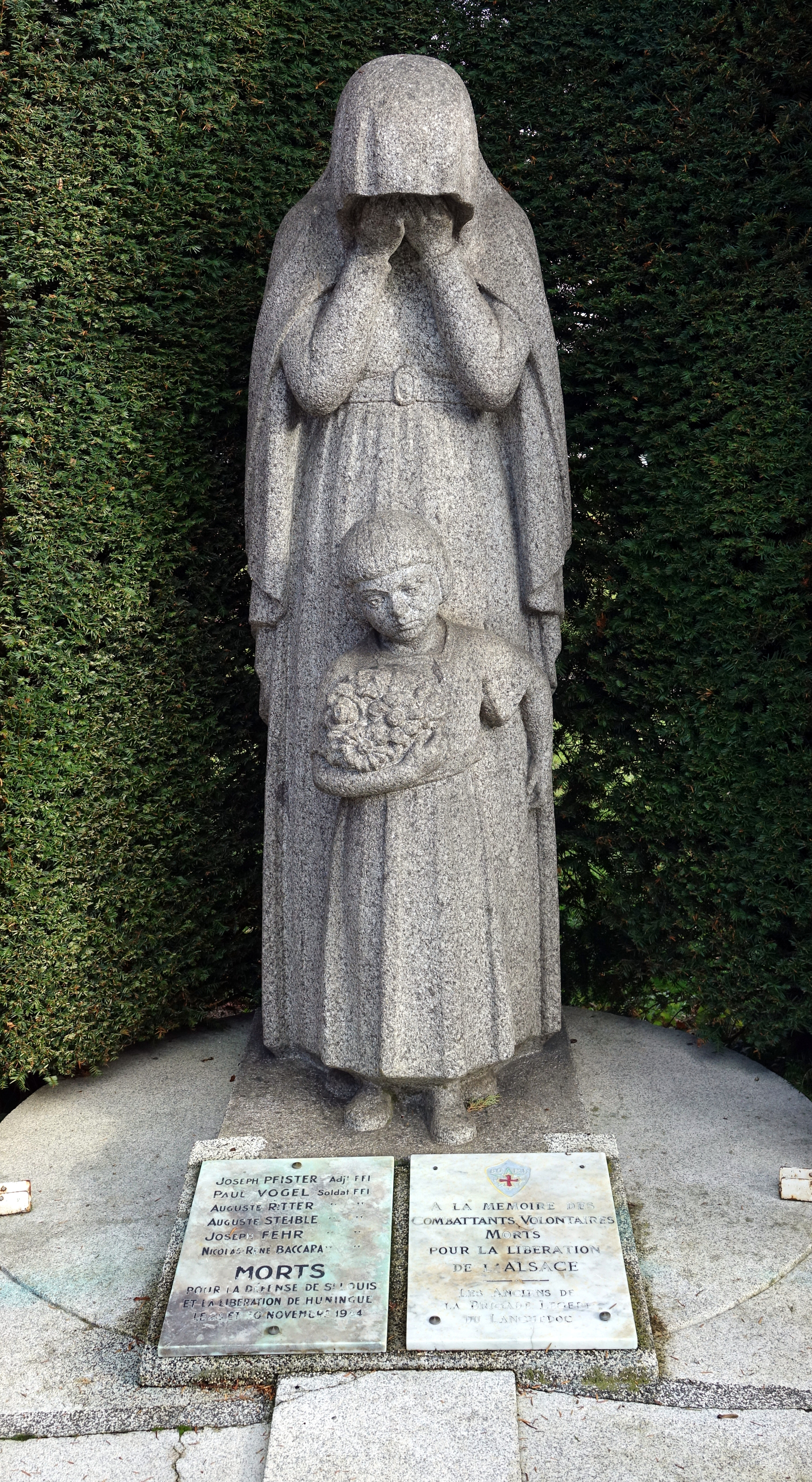
Statue.

## Histoire
La ville a fait réaliser son monument aux morts par les architectes Berger et Rudloff.

## Les victimes inscrites
La ville de Saint-Louis a été très touchée par les guerres. On compte 11 de Saint-Louis morts au lazaret entre 1914 et 1915, 31 morts de la Première Guerre mondiale venant de Bourgfelden et 17 de Blotzheim-la-Chaussée, 130 de Saint-Louis lors de la Seconde Guerre mondiale en plus des 23 venant de Bourgfelden et des 24 de Blotzheim-la-Chaussée et enfin 4 de Saint-Louis lors des guerres coloniales. On totalise un nombre de 240 morts dont 145 pour Saint-Louis, 54 pour Bourgfelden et 41 pour Blotzheim-la-Chaussée (aujourd'hui Neuweg).